# جام در جام اروپا ۷۷–۱۹۷۶
فصل ۷۷–۱۹۷۶، از مسابقات فوتبال جام برندگان جام اروپا، با برتری ۲ بر ۰ هامبورگ مقابل اندرلشت در فینال این رقابت‌ها و در ورزشگاه المپیک آمستردام به پایان رسید.

## دور مقدماتی
| تیم #۱                    | در مجموع.                       | تیم #۲                  | دور رفت               | دور برگشت             |
| ------------------------- | ------------------------------- | ----------------------- | --------------------- | --------------------- |
| باشگاه فوتبال کاردیف سیتی | 2–2 (قانون گل زده در خانه حریف) | باشگاه فوتبال سروت ۱۸۹۰ | 1–0 (گزارش) (گزارش ۲) | 1–2 (گزارش) (گزارش ۲) |

## دور اول
| تیم #۱                          | در مجموع. | تیم #۲                          | دور رفت                | دور برگشت             |
| ------------------------------- | --------- | ------------------------------- | ---------------------- | --------------------- |
| CSU Galați                      | 2–5       | باشگاه فوتبال بوآویستا          | 2–3 (گزارش) (گزارش ۲)  | 0–2 (گزارش) (گزارش ۲) |
| باشگاه فوتبال لفسکی صوفیه       | 19–3      | Lahden Reipas                   | 12–2 (گزارش) (گزارش ۲) | 7–1 (گزارش) (گزارش ۲) |
| باشگاه فوتبال راپید وین         | 2–3       | باشگاه فوتبال اتلتیکو مادرید    | 1–2 (گزارش) (گزارش ۲)  | 1–1 (گزارش) (گزارش ۲) |
| باشگاه فوتبال لیرسه             | 1–3       | باشگاه فوتبال هایدوک اسپلیت     | 1–0 (گزارش) (گزارش ۲)  | 0–3 (گزارش) (گزارش ۲) |
| باشگاه فوتبال کاردیف سیتی       | 1–3       | باشگاه فوتبال دینامو تفلیس      | 1–0 (گزارش) (گزارش ۲)  | 0–3 (گزارش) (گزارش ۲) |
| باشگاه فوتبال ام‌تی‌کی بوداپست    | 4–2       | باشگاه فوتبال اسپارتا پراگ      | 3–1 (گزارش) (گزارش ۲)  | 1–1 (گزارش) (گزارش ۲) |
| باشگاه فوتبال هامبورگ           | 4–1       | باشگاه فوتبال کفلاویک           | 3–0 (گزارش) (گزارش ۲)  | 1–1 (گزارش) (گزارش ۲) |
| باشگاه فوتبال لوکوموتیو لایپزیگ | 3–5       | باشگاه فوتبال هارت آف میدلوتیان | 2–0 (گزارش) (گزارش ۲)  | 1–5 (گزارش) (گزارش ۲) |
| Floriana FC                     | 1–6       | باشگاه فوتبال شلاسک وروتسواف    | 1–4 (گزارش) (گزارش ۲)  | 0–2 (گزارش) (گزارش ۲) |
| باشگاه فوتبال بوهمیان           | 3–1       | Esbjerg fB                      | 2–1 (گزارش) (گزارش ۲)  | 1–0 (گزارش) (گزارش ۲) |
| باشگاه فوتبال ایراکلیس ۱۹۰۸     | 0–2       | باشگاه فوتبال آپوئل             | 0–0 (گزارش) (گزارش ۲)  | 0–2 (گزارش) (گزارش ۲) |
| باشگاه فوتبال بوده/گلیمت        | 0–3       | باشگاه فوتبال ناپولی            | 0–2 (گزارش) (گزارش ۲)  | 0–1 (گزارش) (گزارش ۲) |
| باشگاه فوتبال اندرلشت           | 5–3       | باشگاه فوتبال رودا جی‌سی کرکراد  | 2–1 (گزارش) (گزارش ۲)  | 3–2 (گزارش) (گزارش ۲) |
| باشگاه فوتبال آی‌ای‌کی            | 2–3       | باشگاه فوتبال گالاتاسرای        | 1–2 (گزارش) (گزارش ۲)  | 1–1 (گزارش) (گزارش ۲) |
| Carrick Rangers                 | 4–3       | FC Aris Bonnevoie               | 3–1 (گزارش) (گزارش ۲)  | 1–2 (گزارش) (گزارش ۲) |
| باشگاه فوتبال ساوت‌همپتون        | 5–2       | باشگاه فوتبال المپیک مارسی      | 4–0 (گزارش) (گزارش ۲)  | 1–2 (گزارش) (گزارش ۲) |

## دور دوم
| تیم #۱                       | در مجموع.                       | تیم #۲                          | دور رفت               | دور برگشت             |
| ---------------------------- | ------------------------------- | ------------------------------- | --------------------- | --------------------- |
| باشگاه فوتبال بوآویستا       | 3–3 (قانون گل زده در خانه حریف) | باشگاه فوتبال لفسکی صوفیه       | 3–1 (گزارش) (گزارش ۲) | 0–2 (گزارش) (گزارش ۲) |
| باشگاه فوتبال اتلتیکو مادرید | 3–1                             | باشگاه فوتبال هایدوک اسپلیت     | 1–0 (گزارش) (گزارش ۲) | 2–1 (گزارش) (گزارش ۲) |
| باشگاه فوتبال دینامو تفلیس   | 1–5                             | باشگاه فوتبال ام‌تی‌کی بوداپست    | 1–4 (گزارش) (گزارش ۲) | 0–1 (گزارش) (گزارش ۲) |
| باشگاه فوتبال هامبورگ        | 8–3                             | باشگاه فوتبال هارت آف میدلوتیان | 4–2 (گزارش) (گزارش ۲) | 4–1 (گزارش) (گزارش ۲) |
| باشگاه فوتبال شلاسک وروتسواف | 4–0                             | باشگاه فوتبال بوهمیان           | 3–0 (گزارش) (گزارش ۲) | 1–0 (گزارش) (گزارش ۲) |
| باشگاه فوتبال آپوئل          | 1–3                             | باشگاه فوتبال ناپولی            | 1–1 (گزارش) (گزارش ۲) | 0–2 (گزارش) (گزارش ۲) |
| باشگاه فوتبال اندرلشت        | 10–2                            | باشگاه فوتبال گالاتاسرای        | 5–1 (گزارش) (گزارش ۲) | 5–1 (گزارش) (گزارش ۲) |
| Carrick Rangers              | 3–9                             | باشگاه فوتبال ساوت‌همپتون        | 2–5 (گزارش) (گزارش ۲) | 1–4 (گزارش) (گزارش ۲) |

## یک‌چهارم نهایی
| تیم #۱                       | در مجموع. | تیم #۲                       | دور رفت               | دور برگشت             |
| ---------------------------- | --------- | ---------------------------- | --------------------- | --------------------- |
| باشگاه فوتبال لفسکی صوفیه    | 2–3       | باشگاه فوتبال اتلتیکو مادرید | 2–1 (گزارش) (گزارش ۲) | 0–2 (گزارش) (گزارش ۲) |
| باشگاه فوتبال ام‌تی‌کی بوداپست | 2–5       | باشگاه فوتبال هامبورگ        | 1–1 (گزارش) (گزارش ۲) | 1–4 (گزارش) (گزارش ۲) |
| باشگاه فوتبال شلاسک وروتسواف | 0–2       | باشگاه فوتبال ناپولی         | 0–0 (گزارش) (گزارش ۲) | 0–2 (گزارش) (گزارش ۲) |
| باشگاه فوتبال اندرلشت        | 3–2       | باشگاه فوتبال ساوت‌همپتون     | 2–0 (گزارش) (گزارش ۲) | 1–2 (گزارش) (گزارش ۲) |

## نیمه‌نهایی
| تیم #۱                       | در مجموع. | تیم #۲                | دور رفت               | دور برگشت             |
| ---------------------------- | --------- | --------------------- | --------------------- | --------------------- |
| باشگاه فوتبال اتلتیکو مادرید | 3–4       | باشگاه فوتبال هامبورگ | 3–1 (گزارش) (گزارش ۲) | 0–3 (گزارش) (گزارش ۲) |
| باشگاه فوتبال ناپولی         | 1–2       | باشگاه فوتبال اندرلشت | 1–0 (گزارش) (گزارش ۲) | 0–2 (گزارش) (گزارش ۲) |

## فینال
| باشگاه فوتبال هامبورگ                   | ۲–۰           | باشگاه فوتبال اندرلشت |
| --------------------------------------- | ------------- | --------------------- |
| Volkert ۷۸' (پنالتی) · فیلیکس ماگات ۸۸' | گزارش گزارش ۲ |                       |